# 린다 톰
린다 메리 앨리스 톰 CM(영어: Linda Mary Alice Thom CM, 1943년 12월 30일~)은 캐나다의 전직 사격 선수로 주 종목은 권총이다. 결혼 전 이름은 린다 메리 앨리스 맬컴(영어: Linda Mary Alice Malcolm)이었으며 1984년 하계 올림픽에서 여자 25m 권총 종목 금메달을 획득했다.